# Gerardo Dottori

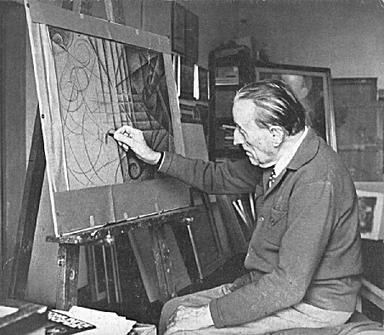
Gerardo Dottori

Gerardo Dottori (* 11. November 1884 in Perugia; † 13. Juni 1977 ebenda) war ein italienischer Maler, Dichter und Autor des Futurismus. 

## Leben
Dottori besuchte die Accademia di Belle Arti in seiner Geburtsstadt und stieß 1912 zum Futurismus. Besonders nahe stand er zu Giacomo Balla. Während des Ersten Weltkrieges schreibt und veröffentlicht er unter dem Pseudonym „G. Voglio“ Gedichte. 1920 gründet er, gemeinsam mit Presenzini Mattoli die Zeitschrift „Griffa!“ 1926 zieht er nach Rom, wo er bis 1939 lebt und sich auch journalistisch betätigt. Gemeinsam mit anderen Futuristen stellt er wiederholt in Italien wie auch international aus. Wieder in Perugia lehrt er Malerei an der dortigen Akademie. 
Die besondere Stellung Dottoris als Futurist steht hauptsächlich mit dem zweiten Futurismus und der   Aeropittura, der „Luftmalerei“ in Zusammenhang, 1929 war er einer der Unterzeichner des „Manifesto de l’aeropittura“ gemeinsam mit den anderen futuristischen Malern Giacomo Balla, Enrico Prampolini, Fortunato Depero, Fillia (Luigi Enrico Colombo), Benedetta (Benedetta Cappa), Tato (Guglielmo Sansoni, 1896–1973), Mino Rosso und anderen. 1933 malt er „Il Duce“, und 1941 schreibt er das „Manifesto Futurista Umbra dell’ Aeropittura“.
1967 ist er Unterzeichner des Manifests „Futurismo oggi“, gemeinsam mit Benedetto, Acquaviva, Bruschetti, Dalmonte, Crali, Pettoruti, Marasco und Sartoris. Dieses Manifest wurde von einer Ausstellung in Formia begleitet.
Bis zu seinem Lebensende blieb er als Maler dem Futurismus treu.